# Raión de Chernianka
El raión de Chernianka (ruso: Черня́нский райо́н) es un distrito administrativo y municipal (raión) ruso perteneciente a la óblast de Bélgorod. Se ubica en el norte de la óblast. Su capital es Chernianka.
En 2021, el raión tenía una población de 29 726 habitantes.
El raión se estructura en torno al río Oskol, que recorre su centro de norte a sur. Alrededor del río y los cursos bajos de sus afluentes, se ha formado en el raión de Chernianka una aglomeración urbana que conecta las ciudades de Stari Oskol y Novi Oskol, situadas respectivamente en las afueras del norte y sur de este raión.

## Subdivisiones
Comprende 57 localidades, agrupadas en dieciséis ayuntamientos, que son el asentamiento de tipo urbano de Chernianka (la capital) y los siguientes quince asentamientos rurales:
- Andréyevka
- Bolshoye
- Volokónovka
- Vólotovo
- Yezdochnoye
- Kochegury
- Lóznoye
- Lubiánoye-Pérvoye
- Malotróitskoye
- Novorechye
- Oguibnoye
- Olshanka
- Órlik
- Prilepy
- Rúskaya Jalan